# 悉尼·格林
悉尼·格林（英語：Sidney Green，1961年1月4日—），美国NBA联盟前职业篮球运动员。他在1983年的NBA选秀中第1轮第5顺位被芝加哥公牛选中。